# Lapins crétins
Les Lapins crétins, connus dans le monde anglophone sous le nom de Rabbids, sont des personnages fictifs créés et lancés par Michel Ancel, Hubert Chevillard et Charles Beirnaert de la société française Ubisoft, initialement en tant qu'antagonistes de la franchise de jeux vidéo Rayman.
Ces personnages sont des lapins anthropomorphes blancs, communiquant en sabir (« bwa bwa »), possédant de grands yeux globuleux et deux grandes dents apparentes et écartées l'une de l'autre. Mentalement instables, voire complètement stupides (d'où leur nom), les lapins démontrent souvent de grandes et étranges doses d'adrénaline, durant lesquelles leurs yeux deviennent rouges pendant qu'ils hurlent un énorme « BWAAAAAAAH!! ».
Ils sont les personnages principaux des jeux vidéo : Rayman contre les lapins crétins, Rayman contre les lapins encore plus crétins, Rayman Prod' présente : The Lapins Crétins Show, The Lapins Crétins : La Grosse Aventure, The Lapins Crétins : Retour vers le passé, The Lapins Crétins Land, Mario + The Lapins Crétins: Kingdom Battle, The Lapins Crétins: Party of Legends et Mario + The Lapins Crétins: Sparks of Hope.
Ils font également de petites apparitions dans d'autres jeux vidéo tels que Red Steel, Teenage Mutant Ninja Turtles : Smash-Up ou encore Super Smash Bros. Ultimate (en tant que costumes pour les combattants Miis).
Grâce à des vidéos parodiques, des partenariats avec des marques ou des médias, ou encore avec la création de la série d'animation Les Lapins Crétins : Invasion, la notoriété de ces personnages s'est ensuite accrue auprès du grand public, au-delà des amateurs de jeu vidéo.
Ils possèdent également une attraction au Futuroscope : La Machine à voyager dans le temps.

## Développement

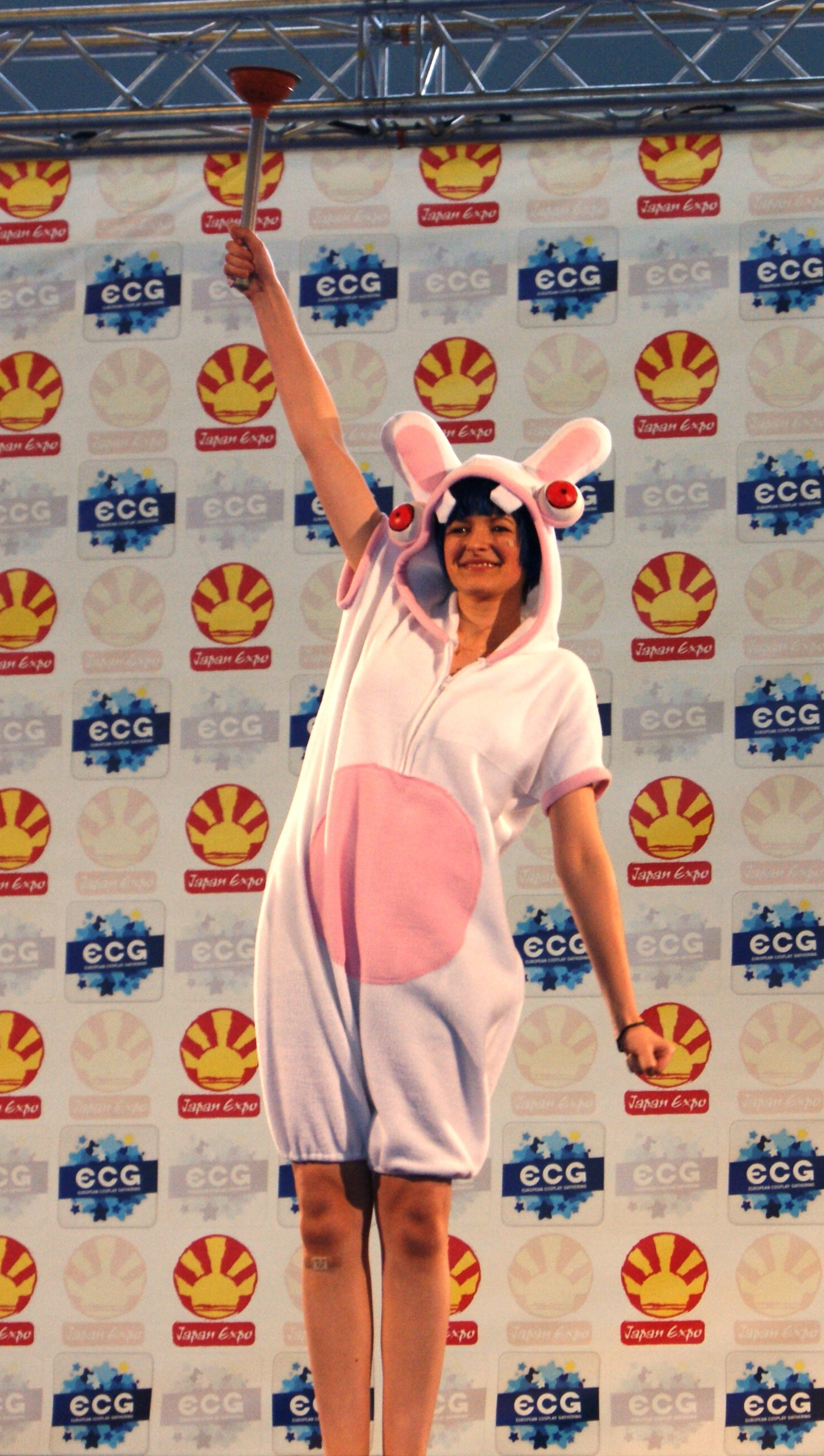
Cosplay de Lapin crétin, Japan Expo 2013.

Les Lapins crétins ont été créés par les français Michel Ancel, Hubert Chevillard, Charles Beirnaert et Florent Sacré, à l'occasion du développement du jeu Rayman contre les lapins crétins. Le studio de développement d'Ubisoft Montpellier cherchait des ennemis à opposer à Rayman. Dans une interview, Loïc Gounon, coordinateur chez Ubisoft à Montpellier, raconte que Michel Ancel « assistait à une réunion durant laquelle il faisait des petits dessins qui ressemblaient à une espèce de lapin avec les yeux sur le côté. » Le lendemain, les personnages sont modélisés en 3D. Ils provoquent l'hilarité dans le studio, qui décide de les conserver pour le jeu. Les premières images des Lapins Crétins sont dévoilées en mai 2006 à l'occasion du salon du jeu vidéo de l'E3.
L'humour est la marque de fabrique des Lapins crétins. Dès l'origine, Michel Ancel les qualifiait de « vicieux » et « complètement stupides. » Ils sont souvent affublés d'une ventouse à déboucher les toilettes. Leurs yeux bleus deviennent rouges et un peu fous, avec un regard divergent, quand ils se mettent à hurler. Particulièrement bêtes, ils proposaient un humour qui tranchait avec l'esprit assez classique de la série Rayman. Cela leur valut de nombreuses critiques de joueurs, qui prônaient leur disparition et le retour aux épisodes traditionnels de Rayman. Mais le succès des Lapins crétins leur donne droit à un opus qui leur est entièrement dévolu : Les Lapins Crétins : La Grosse Aventure, sur une musique originale de la Fanfare Vagabontu.

## Autres utilisations

### Parodies sur Internet
Les Lapins crétins ont progressivement bâti leur notoriété au-delà du jeu vidéo, essentiellement grâce à des illustrations et des vidéos parodiques. Ces dernières entretiennent sur Internet le buzz auprès du grand public autour de ces personnages fictifs. C'est d'abord le domaine sportif qui sert de terrain aux facéties des lapins, dans le cyclisme comme dans le rugby. Les Lapins crétins parodient également des joueurs de football, à l'occasion de l'Euro 2008, ou la championne de natation Laure Manaudou.

### Livres
En 2011, l’auteur Thitaume travaille avec Romain Pujol pour des dessins sélectionnés par Ubisoft. La société leur confie l'écriture et le dessin de « nouvelles blagues crétines ». Il existe aussi beaucoup d'autres produits dérivés : livres en tous genres, calendriers, jeux de construction, peluches et même « lunettes de toilettes ». En août 2012, des peluches de contrefaçon sont saisies à Fos-sur-Mer.
Les Lapins crétins sont également exploités dans l'édition de bandes dessinées et de cahiers de vacances. Le premier tome des bandes dessinées, intitulé Bwaaaaaaaaaah !!, sort le 15 juin 2012, suivi d'un deuxième tome, Invasion, le 15 novembre 2012. Le troisième tome, Renversant !!, sort le 13 juin 2013, le quatrième tome, Gribouillages, le 14 novembre 2013, le cinquième, La Vie en rose, le 12 juin 2014 et le sixième, Givré!, le 21 novembre 2014. Un septième tome, Crétin style, est sorti le 12 juin 2015. Les huitième et neuvième tomes, sortis en 2016, sont intitulés Une case en moins !! et Hypnose. Un hors-série de cette série, La Fabrique à histoires crétines, est également sorti en 2015.

### Série télévisée
En octobre 2010, Ubisoft et Aardman annoncent un partenariat dans le but de produire une série télévisée basée sur les Lapins crétins et les quelques personnages de la franchise. Cette série télévisée, intitulée Les Lapins Crétins : Invasion, est créée en 2013 par Ubisoft Motion Pictures avec la participation de France Télévisions et Nickelodeon. La série est diffusée en France sur la chaîne France 3, sur Nickelodeon aux États-Unis, et dans de nombreux autres pays. La diffusion de la série au Royaume-Uni et en Irlande démarre le 3 février 2014. En Australie et en Nouvelle-Zélande, elle est diffusée à partir du 28 janvier 2014.
Ils apparaissent en monstres kaijū dans l'épisode 3 de la série télévisée Captain Laserhawk: A Blood Dragon Remix.

### Partenariats publicitaires et médiatiques
En 2009, le constructeur automobile Renault, comme il l'avait fait avec d'autres figures de l'animation, Wallace et Gromit ou encore Les Simpson, a utilisé les Lapins Crétins afin de promouvoir un de ses véhicules. Sur Internet et à la télévision, ces publicités pour le modèle Grand Scénic visent une cible familiale, grâce au ton humoristique des Lapins Crétins. Dans ces vidéo, ces animaux testent d'une manière humoristique les nouveautés de cette voiture. Le partenariat entre Ubisoft et Renault est prolongé en 2010, avec une nouvelle campagne intitulée Grand Scénic et le tour du monde crétin des Lapins Crétins, où les animaux se rendent en France, en Chine, au Brésil et au Japon.
Un deuxième partenariat, avec Coca-Cola, va conforter la reconnaissance des mascottes d'Ubisoft auprès du grand public. Souhaitant investir dans l'univers des jeux vidéo, Coca-Cola annonce fin avril 2010 un partenariat avec Ubisoft. Cette association est l'origine du lancement en juin de trois canettes de Coca-Cola Zero à l'effigie des Lapins Crétins. Sur les canettes de la boisson gazeuse, les Lapins Crétins revêtent les costumes de héros des licences Ubisoft : Sam Fisher (de la série des Tom Clancy's Splinter Cell), le Prince (de la série Prince of Persia) et Ezio (du jeu Assassin's Creed II).
La fin 2010 voit les Lapins Crétins associés à Motorola et à son dernier téléphone mobile, Defy, présenté le 26 octobre. En décembre 2013, le parc du Futuroscope lance La Machine à voyager dans le temps, une nouvelle attraction en 5D réalisée en partenariat avec Ubisoft ; en février 2014, l'attraction fait grimper la fréquentation du parc de 35 %, elle est plutôt bien accueillie par la presse,,.
À l'occasion des Jeux olympiques 2016, dix vidéos, d'une  durée d'une minute chacune, sont diffusées sur les chaînes de France Télévisions pour expliquer certaines disciplines au programme des Jeux, avec un commentaire du journaliste sportif Guillaume Papin en voix off. En 2017, les lapins crétins deviennent les messagers des droits de l’enfant, et de l’engagement des enfants et des jeunes aux côtés de l'UNICEF France.

### Jeux vidéo[33]
- 2006: Rayman contre les Lapins Crétins
- 2007: Rayman contre les Lapins encore plus Crétins
- 2008: Rayman Prod' Présente: The Lapins Crétins Show
- 2009: The Lapins Crétins: La Grosse aventure
- 2010: The Lapins Crétins: Retour vers le passé
- 2011: The Lapins Crétins Partent en Live
- 2012: The Lapins Crétins La très grosse appli
- 2012: The Lapins Crétins Invasion (Facebook)
- 2012: Les Lapins Crétins : La Grosse Bagarre
- 2012: The Lapins Crétins Land
- 2013: The Lapins Crétins Big Bang
- 2016: The Lapins Crétins Crazy Rush
- 2017: Mario + The Lapins Crétins: Kingdom Battle
- 2019: The Lapins Crétins Apprends à coder !
- 2021: The Lapins Crétins: Party of Legends
- 2022: Mario + The Lapins Crétins: Sparks of Hope
- 2024: The Lapins Crétins : Legends of the Multiverse

### Centre d'amusement
En 2016, un centre d'amusement basé sur l’univers des Lapins Crétins ouvre ses portes à Montréal. Le centre offre une expérience immersive et personnalisée aux enfants en les plongeant dans des quêtes liant technologie RFID et des activités physiques. À l'automne 2018, des changements sont apportés et le centre est remplacé par Le Monde d’Ubisoft qui vise maintenant les gens de tout âge.

## Doublage
Les Lapins crétins sont doublés par Yoan Perrier, développeur de la société Ubisoft. Il se fait remarquer par le producteur alors qu'il divertissait les employés du studio en parodiant une de ces voix. Dans le jeu, les voix ne sont quasiment pas retravaillées, certaines sont juste augmentées de 3 demi-tons plus aigus seulement. Depuis janvier 2013, la nouvelle voix des Lapins crétins est confiée au comédien Damien Laquet, notamment pour la série télévisée, et l'attraction pour le parc du Futuroscope.